# دان ويرنر
دان ويرنر (بالإنجليزية: Dan Werner)‏ مواليد 9 أكتوبر 1987 في نيوجيرسي، هو لاعب كرة سلة أمريكي. بدأ مسيرته الاحترافية في سنة 2010. يبلغ طوله 6 قدم 8 بوصة (2.0 م). لعب مع فيرتوس بالاكانسترو بولونيا في ليغا باسكيت الدرجة الأولى.

## روابط خارجية
- دان ويرنر على موقع كرة السلة الأوروبية.كوم (الإنجليزية)
- دان ويرنر على موقع كلية كرة السلة في سبورتس رفرنس.كوم (الإنجليزية)
- دان ويرنر على موقع ريلجم (الإنجليزية)
- دان ويرنر على موقع سبورتس رفرنس (الإنجليزية)